# Iglesia de San Juan (Cuéllar)
La iglesia de San Juan fue un templo de culto católico bajo la advocación de San Juan ubicado en la villa segoviana de Cuéllar (Castilla y León). 
Se desconoce tanto su fecha de construcción como los materiales de su fábrica, pues no se conserva resto alguno del edificio, aunque posiblemente formara parte del amplio conjunto de arquitectura mudéjar de Cuéllar. La primera noticia del templo data del año 1325, en un documento conservado en el Archivo Parroquial de Cuéllar, en el que alude a ella como parroquia con un solo clérigo (cuando la mayor parte de las parroquias de la villa disponían de tres), lo que hace suponer que su feligresía sería reducida.
Estaba situada en la falda de la montaña Castilviejo, por tanto extramuros de la villa, junto a la actual avenida de Camilo José Cela, y cercana a la iglesia de San Sebastián. No quedan restos de su fábrica, y su cementerio fue excavado en el siglo XX durante una intervención urbanística, rescatándose una estela funeraria de las llamadas ojo de cerradura, que custodia el Ayuntamiento de Cuéllar.
En ella fue bautizado en 1639 don Antonio Arias de Alija y Franco, quien entre otros cargos ocupó el de caballerizo de Baltasar de la Cueva y Enríquez de Cabrera, XX Virrey del Perú y hermano del octavo duque de Alburquerque. En el año 1757 ya era parroquia aneja de la iglesia de Santo Tomé, desapareciendo poco después.